# Protestantesimo nel Lussemburgo
La pratica del Protestantesimo nel Lussemburgo è suddivisa in diverse chiese e denominazioni, sebbene Luterani e Calvinisti ne siano la maggioranza. Le chiese protestanti più grandi del Granducato sono la Chiesa protestante del Lussemburgo, Chiesa Protestante Riformata, Chiesa Evangelicale in Germania, Chiesa d'Inghilterra e Chiesa protestante dei Paesi Bassi. Il protestantesimo è la prima religione minoritaria del Lussemburgo (dopo la religione maggioritaria del cristianesimo cattolico romano), con un numero di aderenti stimato tra 5000 e 15000 persone (da 1% al 3.2% della popolazione)

## Storia
A causa della grande opposizione dei gesuiti contro-riformatori, il Protestantesimo venne dichiarato illegale fino al 1768. Nel 1815, Congresso di Vienna cambiò l'assetto religioso; non soltanto il Lussemburgo passò sotto il casato protestante degli Orange-Nassau, ma fu occupato dalle truppe della Prussia protestante. La prima chiesa protestante permanente fu la chiesa barocca della Trinità, nella città del Lussemburgo, che divenne proprietà della guarnigione prussiana che vi teneva i propri servizi religiosi. Quando l'esercito prussiano abbandonò il granducato, la chiesa della Trinità passò alla popolazione civile. Da quel momento, il Lussemburgo ebbe una piccola popolazione di Luterani, Calvinisti e Valdesi.
Il diciannovesimo secolo ha visto pochi cambiamenti circa la composizione religiosa della popolazione del Lussemburgo, con un incremento marginale del numero dei protestanti. Comunque, verso la fine del secolo, decine di immigrati tedeschi, molti dei quali luterani o calvinisti, vennero a lavorare nell'industria del ferro. Il Granduca Adolfo cercò sia di riconoscere il contributo dei Protestanti che di stabilizzare l'autorità dello Stato sulle nuove denominazioni. A questi scopi, ordinò la creazione di una nuova chiesa, la Chiesa Protestante del Lussemburgo (PKL) che avrebbe voluto unire Luterani e Calvinisti. Così, la nuova chiesa divenne ufficiale, con uno status simile a quello della chiesa cattolica romana.
Ciononostante, i Protestanti non aderirono alla nuova chiesa. Il Granduca affermò che la PKL aveva una teologia "del credo di Augusta ed elvetico", cioè una unione del Luteranesimo e del Calvinismo. Questo non piacque ai nuovi immigrati, che non volevano integrare le rispettive teologie, e i credi separati sopravvissero. Prendendo atto del fallimento di unire le chiese, nel 1982 lo stato ha creato la Chiesa Riformata del Lussemburgo (PRKL), una chiesa calvinista situata ad Esch-sur-Alzette.
Durante il ventesimo secolo, la crescita di espatrii nel Lussemburgo ha causato una modifica nel numero delle chiese protestanti estere. Nuove chiese che includono le chiese luterane dei Paesi Bassi, Danimarca a Svezia, chiese presbiteriane e anglicane dal Regno Unito e chiese Evangelicali dagli Stati Uniti.